# Centralne Muzeum Sił Zbrojnych w Moskwie
Centralne Muzeum Sił Zbrojnych w Moskwie (ros. Центральный музей Вооружённых сил) – muzeum historii wojskowości rosyjskiej w Moskwie. 

## Historia
Muzeum zostało założone w 1919 roku, ale idea jego powstania sięga co najmniej lat 60. XIX w. i pierwszych prób utworzenia tego typu placówki w carskiej Rosji. W 1901 roku, z inicjatywy cara Mikołaja II, resort wojny przygotował projekt specjalnego rozporządzenia powołującego taką placówkę. Wybuch najpierw wojny rosyjsko-japońskiej w 1905 roku, a następnie I wojny światowej i rewolucji pokrzyżowały te plany. Ostatecznie muzeum powstało dopiero po przejęciu władzy przez bolszewików, w 1919 roku jako wystawa pt. Życie Armii Czerwonej i Floty, która z inicjatywy Trockiego w 1923 roku uzyskała status stałego muzeum. 
Pierwszą siedzibą muzeum był były Klub Myśliwski przy ul. Wozdwiżenka 6, następnie Centralny Dom Armii Czerwonej przy Placu Jekatierinskim.
Muzeum zaprzestało działalności w okresie czystek stalinowskich w armii lat 30. (kiedy to większość jego pracowników została aresztowana) i w okresie wielkiej wojny ojczyźnianej w latach 1941–1945. 
Olbrzymie trofea wojenne o charakterze muzealnym (blisko 250 tys.), jakie Armia Czerwona przejęła w wyniku upadku III Rzeszy, potrzeba ich przechowywania oraz eksponowania i względy propagandowe, wymusiły na władzach ZSRR poważną rozbudowę muzeum, która ostatecznie zakończyła się w 1965 roku, kiedy to placówka uzyskała swoją obecną siedzibę przy ul. Armii Radzieckiej 2. 
Swoją obecną nazwę placówka nosi od 1993 roku.

## Zbiory
W zbiorach muzeum znajduje się około 800 tys. eksponatów począwszy od jednostronicowych dokumentów, a na pociskach balistycznych kończąc. Ekspozycje prezentowane są w 24 salach o łącznej powierzchni 5 tys. m². Na wystawie plenerowej za budynkiem muzeum pokazywanych jest ok. 150 egzemplarzy ciężkiego sprzętu radzieckiego i rosyjskiego typu: czołgi, broń artyleryjska, samoloty i rakiety. Muzeum posiada wiele unikatowych egzemplarzy techniki wojskowej, w tym polskiej z okresu II Rzeczypospolitej, przejętych przez Armię Czerwoną po agresji na Polskę 17 września 1939 roku (m.in. pierwsze polskie pistolety maszynowe MORS, z których jeden, dzięki staraniom polskich muzealników, został w 1983 roku przekazany Polsce (nr fab. 38) i obecnie znajduje się w Muzeum Wojska Polskiego w Warszawie). W muzeum eksponowane są m.in. szczątki zwiadowczego samolotu U-2, zestrzelonego nad ZSRR w maju 1960 roku.  
Obok muzeum w znajduje się odsłonięty w 2002 roku pomnik marynarzy poległych na okręcie podwodnym "Kursk" w katastrofie w sierpniu 2000 roku.
Organizacyjnie placówka podlega Ministerstwu Obrony FR. 

## Galeria

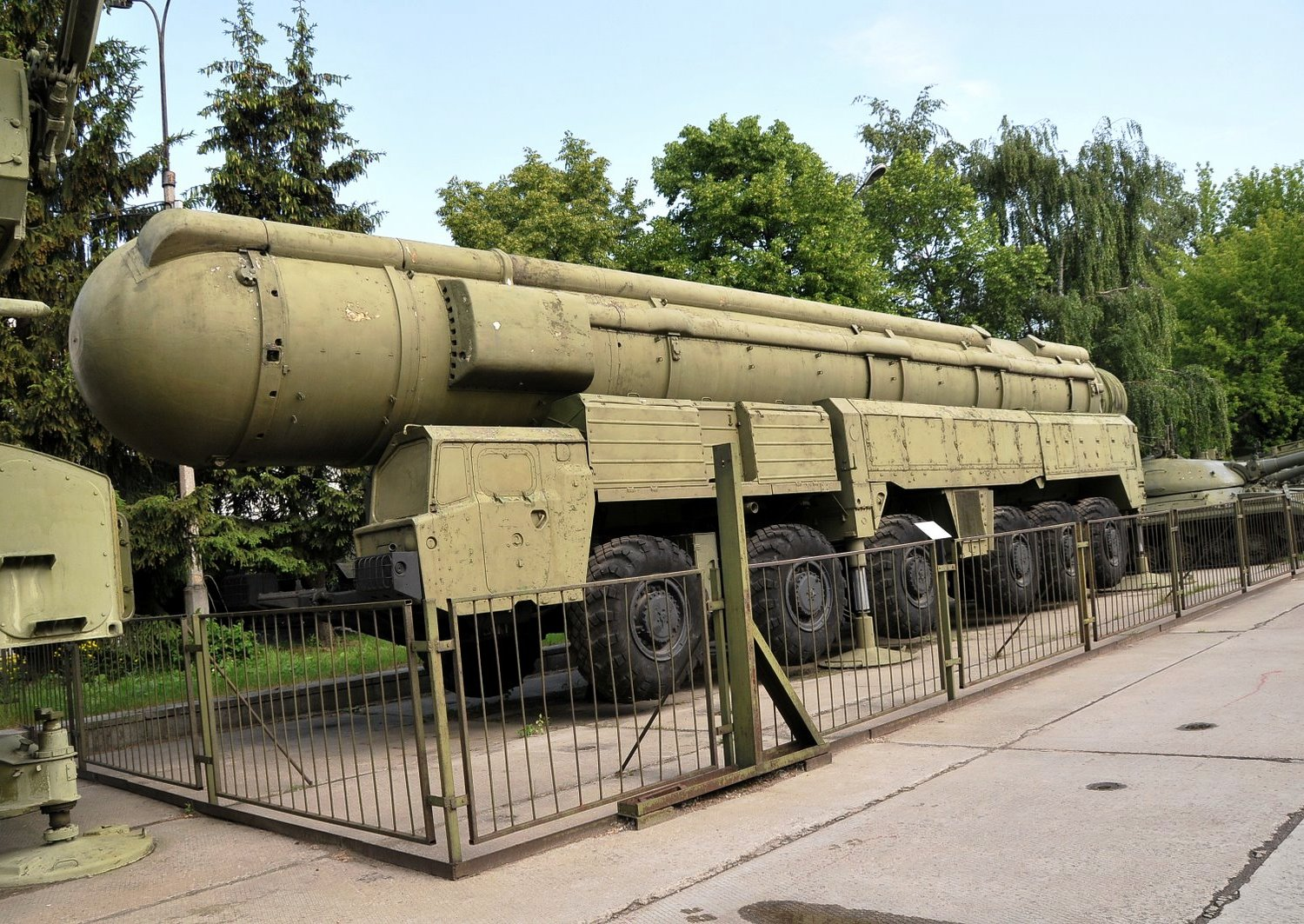
Fragment ekspozycji plenerowej
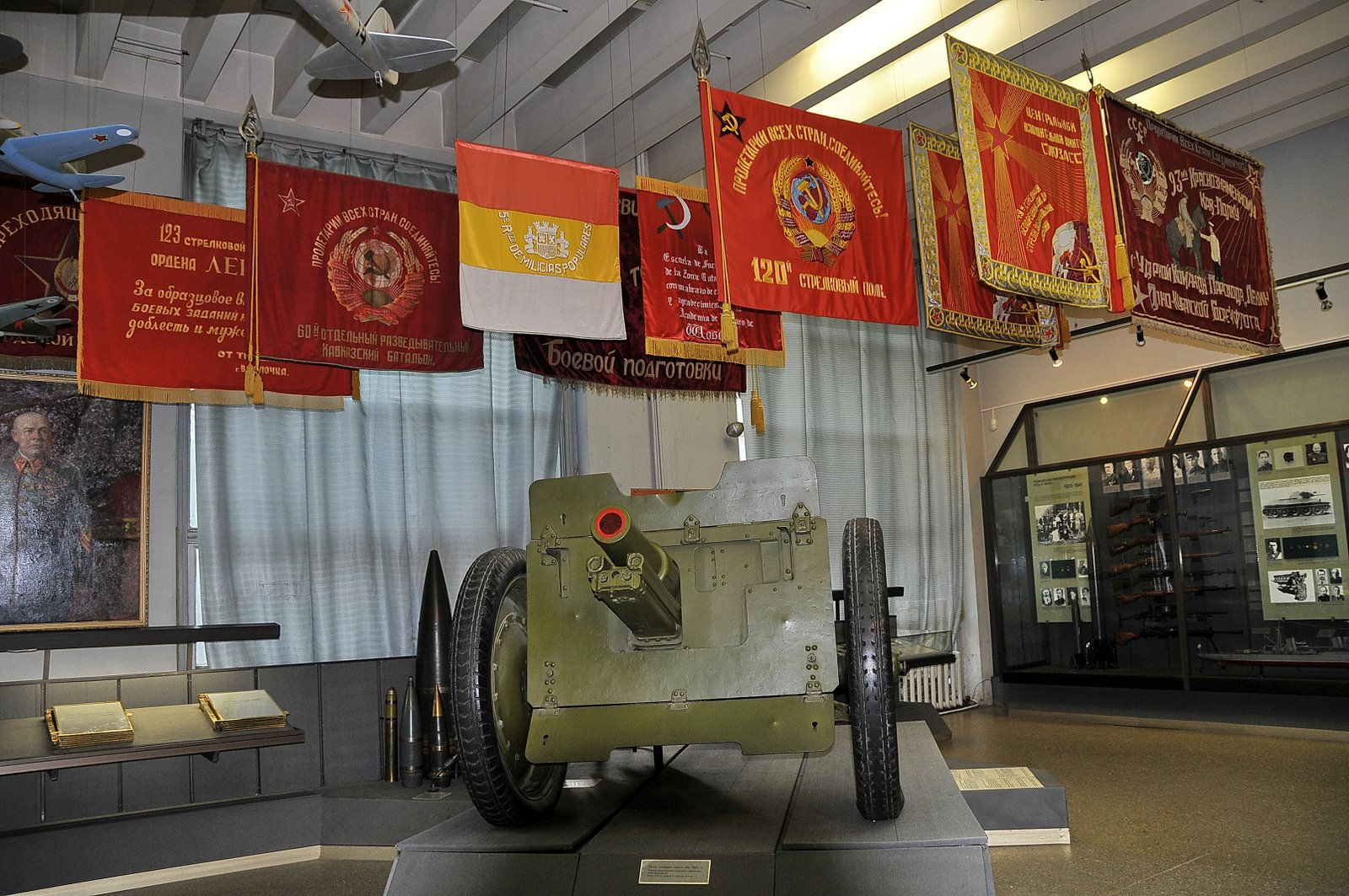
Fragment ekspozycji z okresu wielkiej wojny ojczyźnianej
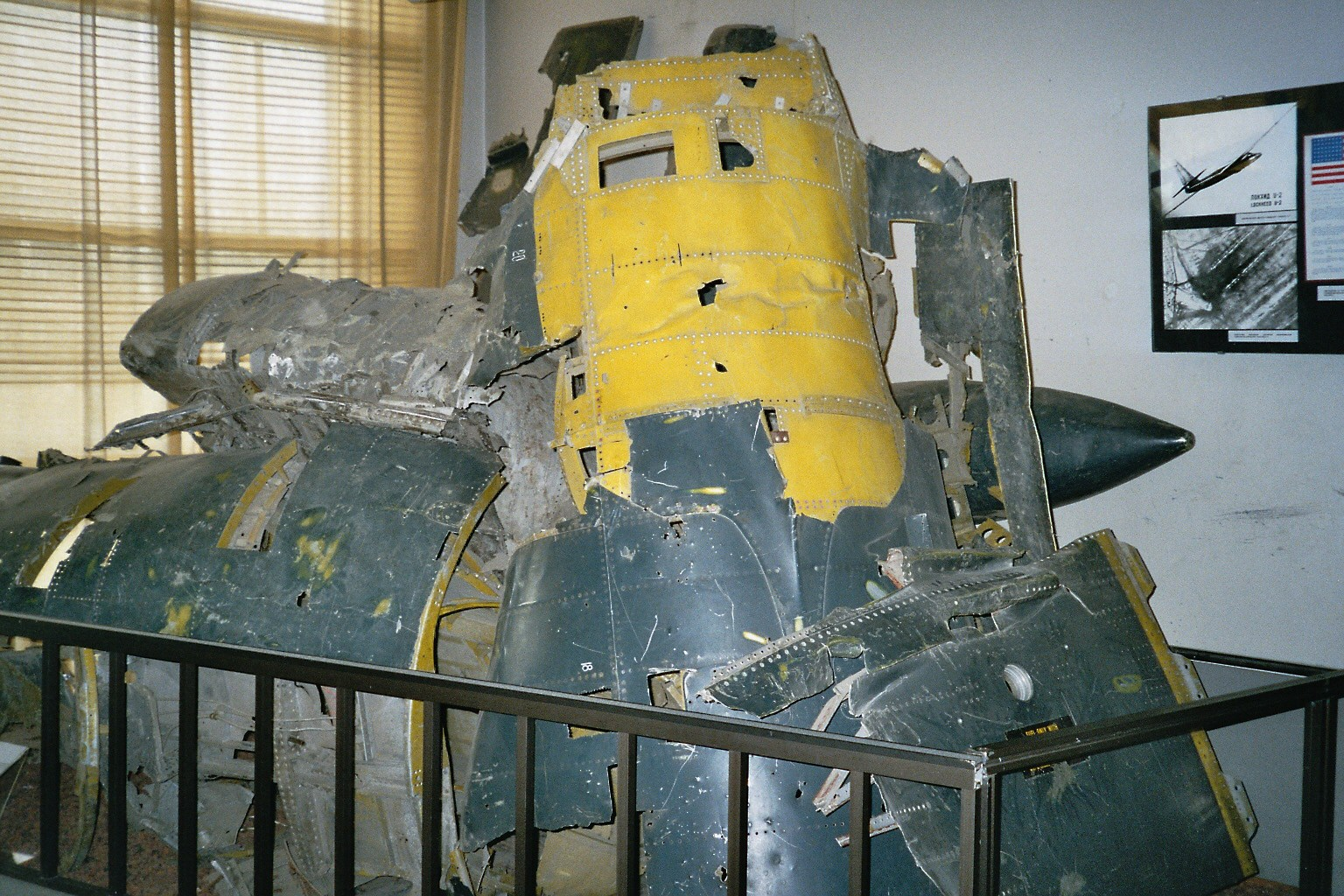
Szczątki U-2 Gary'ego Powersa zestrzelonego nad Swierdłowskiem 1 maja 1960 roku, eksponowane w jednej z sal
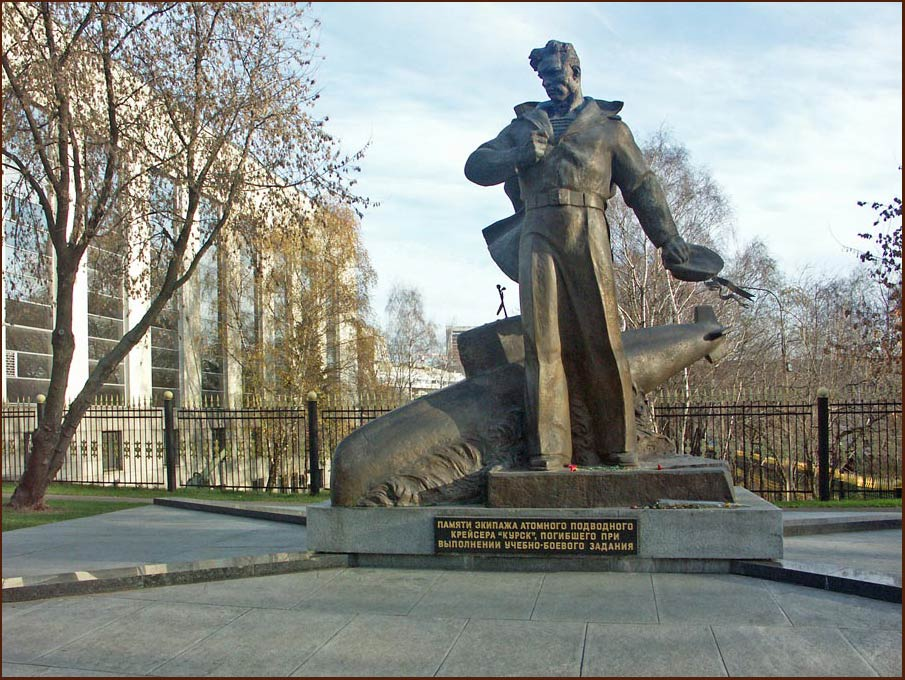
Pomnik poległych marynarzy "Kurska" znajdujący się koło budynku muzeum